# Funny How Love Is
A Funny How Love Is a tizedik dal a brit Queen együttes 1974-es Queen II albumáról. A szerzője Freddie Mercury énekes volt, mint ahogy a Fekete oldalon helyet kapó összes dalnak, a producere Robin Cable. A Wall of Sound technológiával készült, melynek jelentősége az, hogy különböző felvett hangokat egyazon hangerővel és intenzitással játszották le, ez alkotta a hangokból álló falat. Egybefolyik az előző dallal, a „The March of the Black Queen”-nel. Sosem játszották élőben.

## Közreműködők
- Ének: Freddie Mercury
- Háttérvokál: Freddie Mercury

Hangszerek:
- Roger Taylor: Ludwig dobfelszerelés, Ludwig harangjáték
- John Deacon: Fender Precision Bass, Martin D-18 akusztikus gitár
- Brian May: Red Special
- Freddie Mercury: Bechstein zongora